# Cornelis Kruseman
Cornelis Kruseman (kɔrneːlɪs krysəˌmɑn), né le 25 septembre 1797 et mort le 14 novembre 1857, est un peintre, dessinateur, graveur, lithographe, silhouettiste et collectionneur d'art néerlandais.

## Biographie
Cornelis Kruseman est né à Amsterdam, République batave (les actuels Pays-Bas), fils d'Alexander Hendrik Kruseman (1765-1829) et de Cornelia Bötger.
Dès l'âge de quatorze ans, Cornelis Kruseman assiste aux cours de Charles Howard Hodges (1764-1837), Petrus Antonius Ravelli (1788-1861) et Jean Augustin Daiwaille (1786-1850) à la Tekenacademie d'Amsterdam.
Kruseman vit à Amsterdam jusqu'en 1821, quand il entreprend ses premiers voyages en Suisse, en Italie à Rome et à Florence, puis en France et notamment à Paris où il fréquente les ateliers de Jacques-Louis David, Horace Vernet, Antoine-Jean Gros, Jean-Baptiste Isabey ou Ary Scheffer. En 1825, après son retour aux Pays-Bas, il se fixe à La Haye et il publie en 1826 un compte rendu de son voyage en Italie intitulé Aantekeningen van C. Kruseman, betrekkelijk deszelfs kunstreis en verblijf in Italië (soit en français : Remarques comparatives sur les voyages, l'art et l'hospitalité en Italie).
Le 3 octobre 1832, il épouse Henriette Angélique Meijer.
En 1841, il repart pour l'Italie où il reste six ans pour travailler sur une commande du Roi Willem II des Pays-Bas. Sa peinture est ainsi influencée par le style italien.
De 1847 à 1854, il vit et travaille à La Haye, puis à Lisse où il réside jusqu'à sa mort à l'âge de soixante ans,.
Parmi ses élèves, on compte son cousin Jan Adam Kruseman (1804-1862), Abraham Johannes Zeeman, Herman Frederik Carel ten Kate (1822-1891), David Bles, Raden Saleh ou encore Douwe de Hoop.

## Galerie
Portraits, paysages, scènes de genre et sujets bibliques :

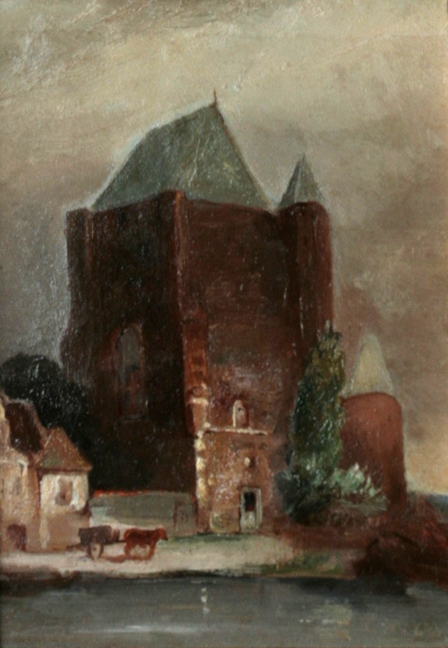
Tour au bord de l'eau (before 1850)
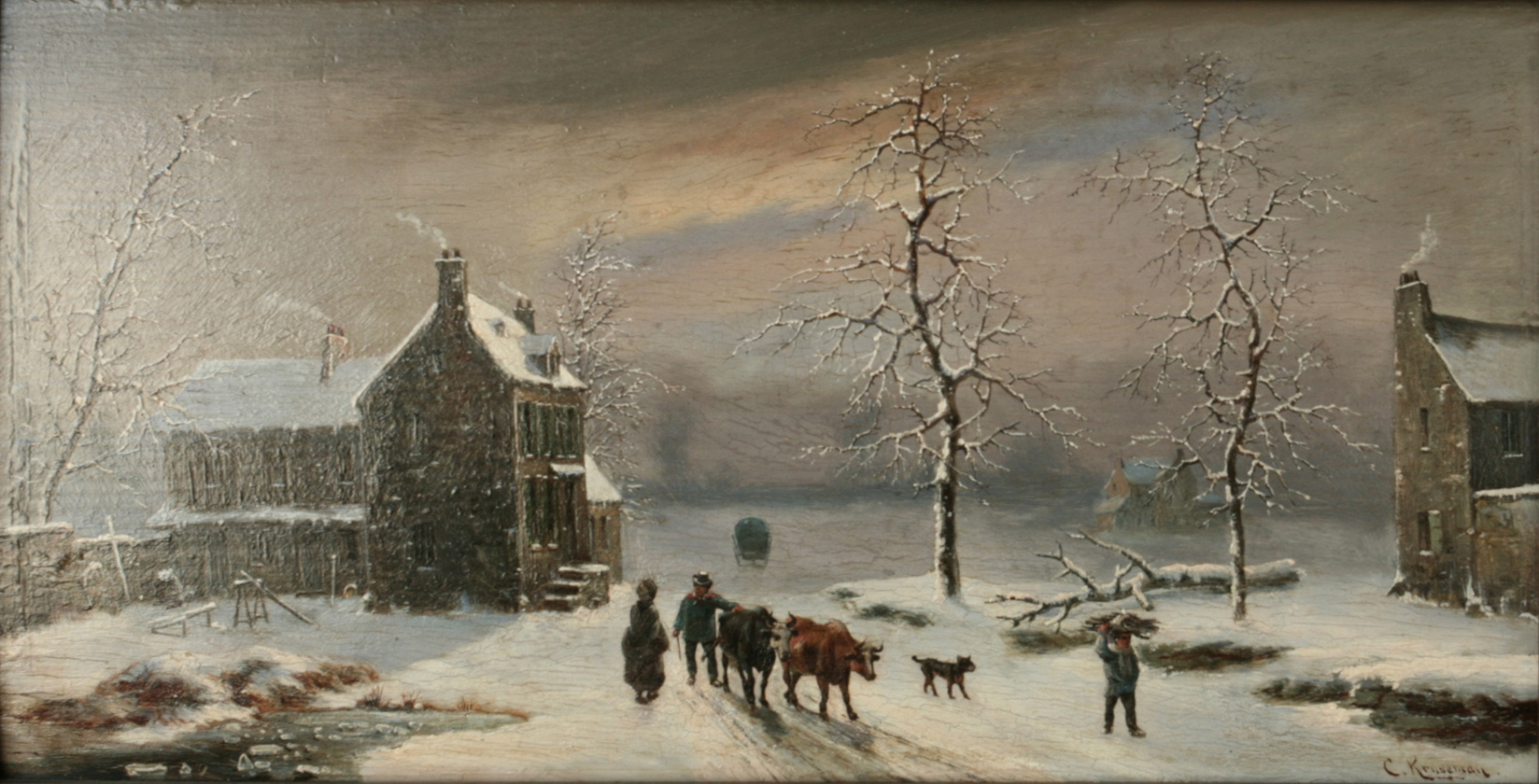
Paysage d'hiver  (avant 1850)
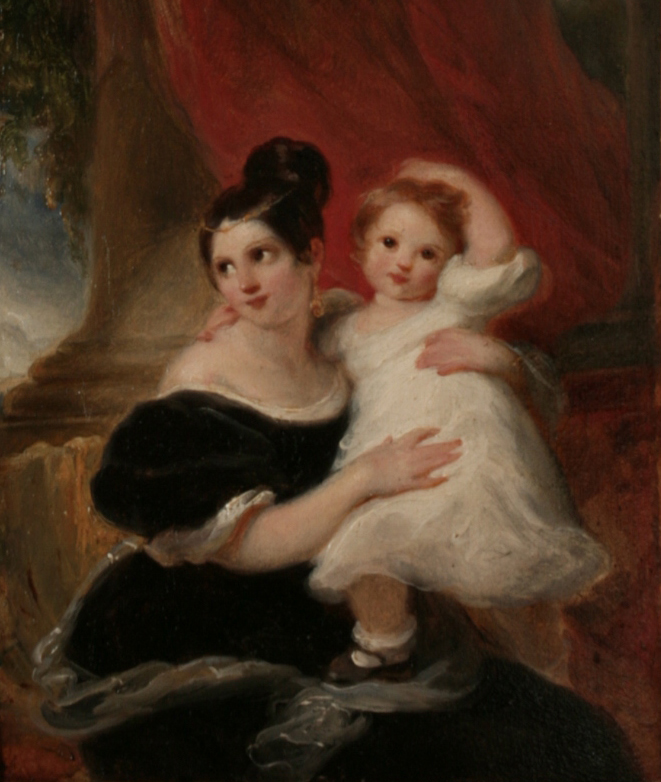
Maternité (avant 1850)
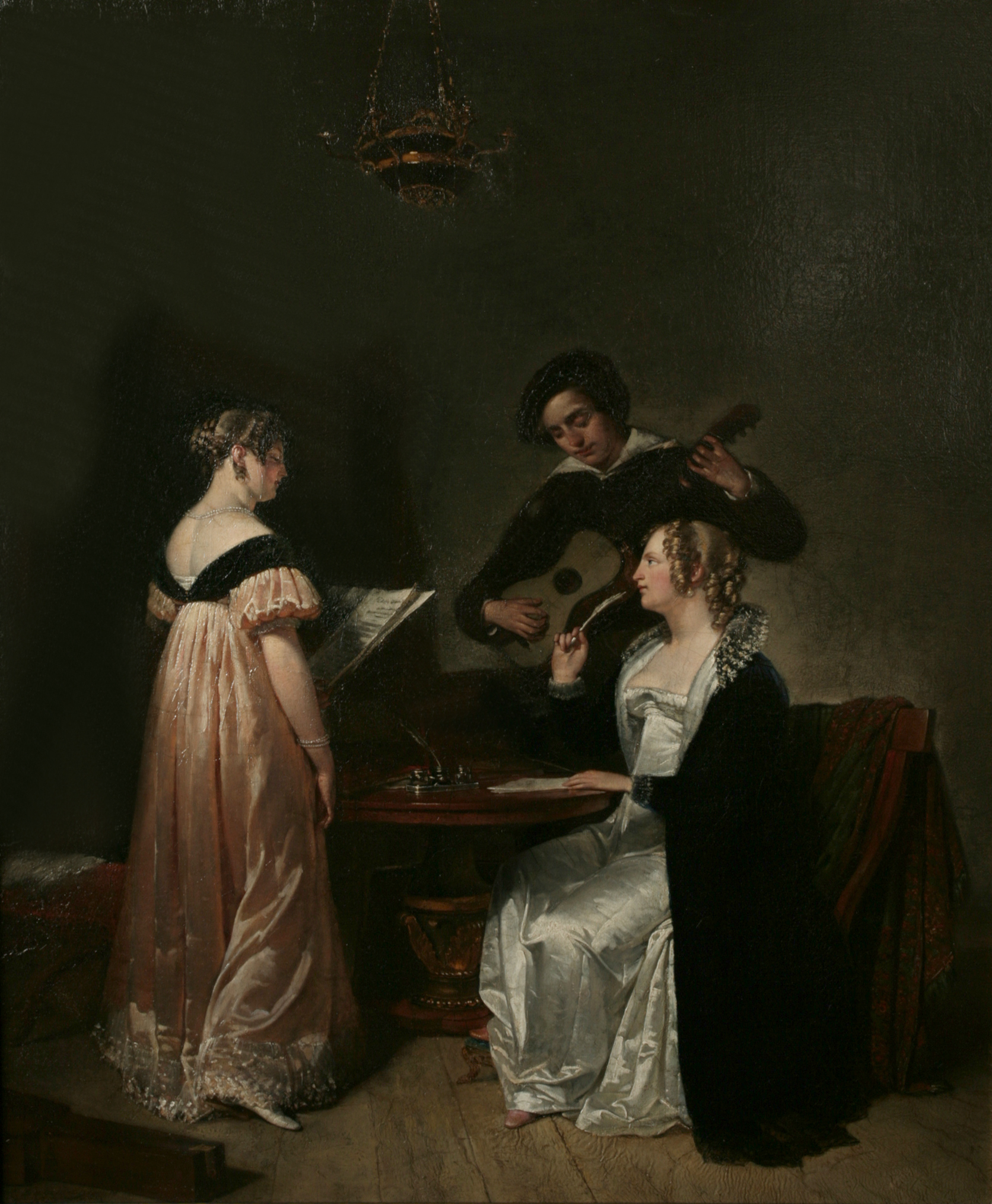
Intérieur avec Sofie et Henriëtte Lotzen et le peintre Kruseman, jouant de la guitare (1814)
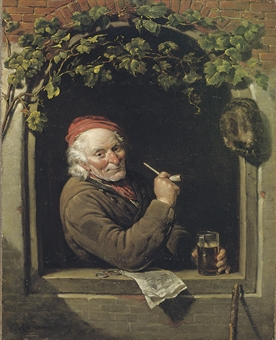
Homme à la pipe (1817)
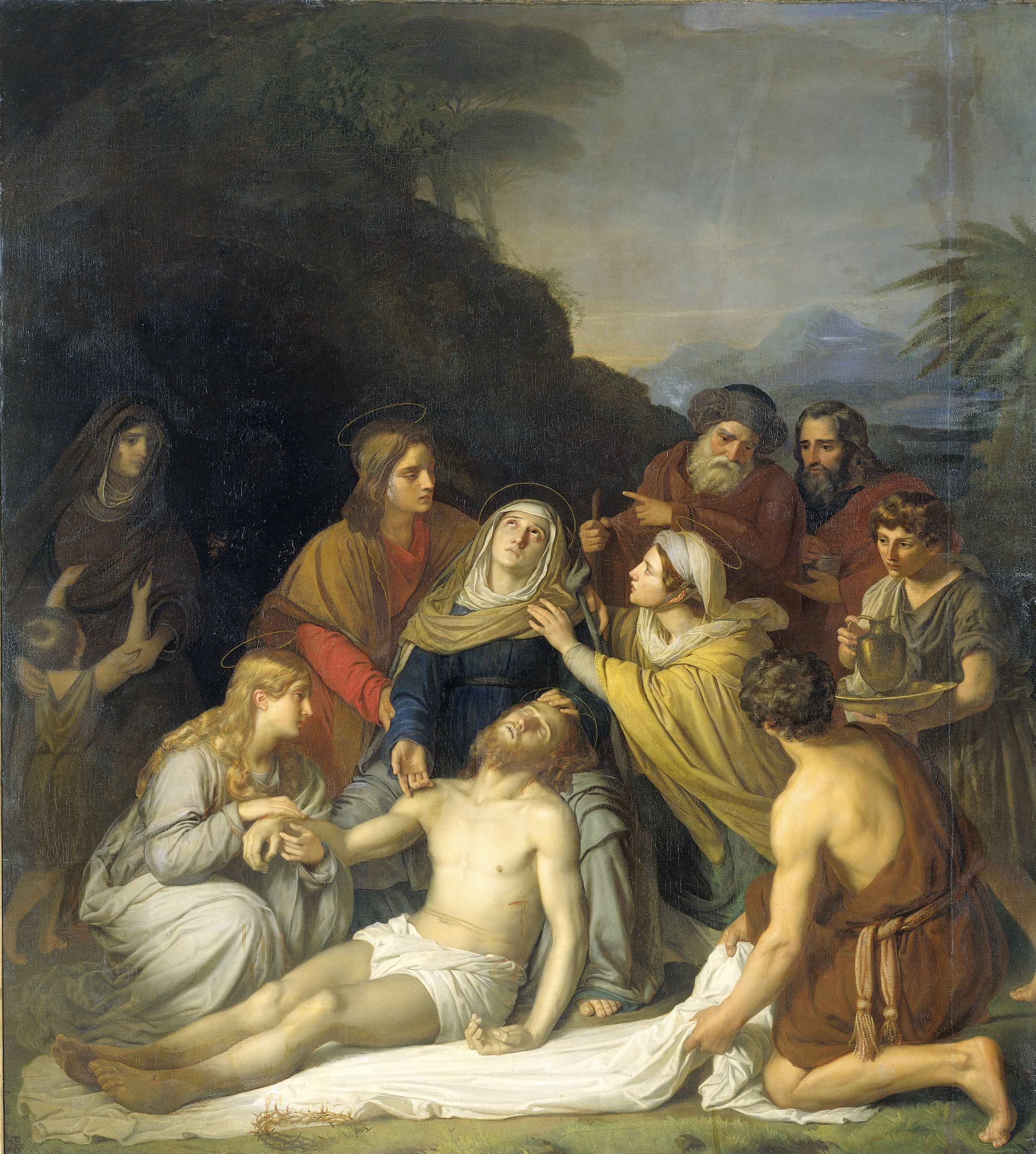
La mise au tombeau (c. 1830)
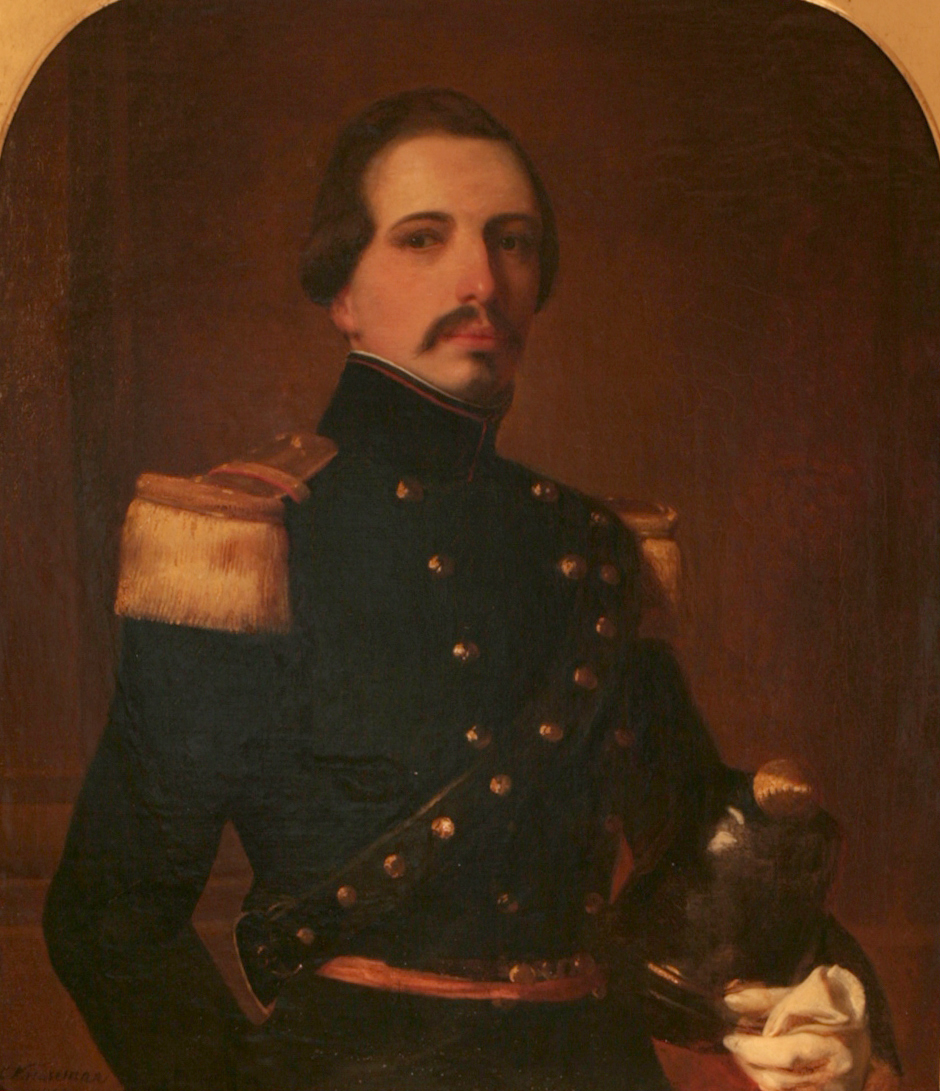
Portrait de Constant Gauttier Cathérine François Ising (avant 1850)
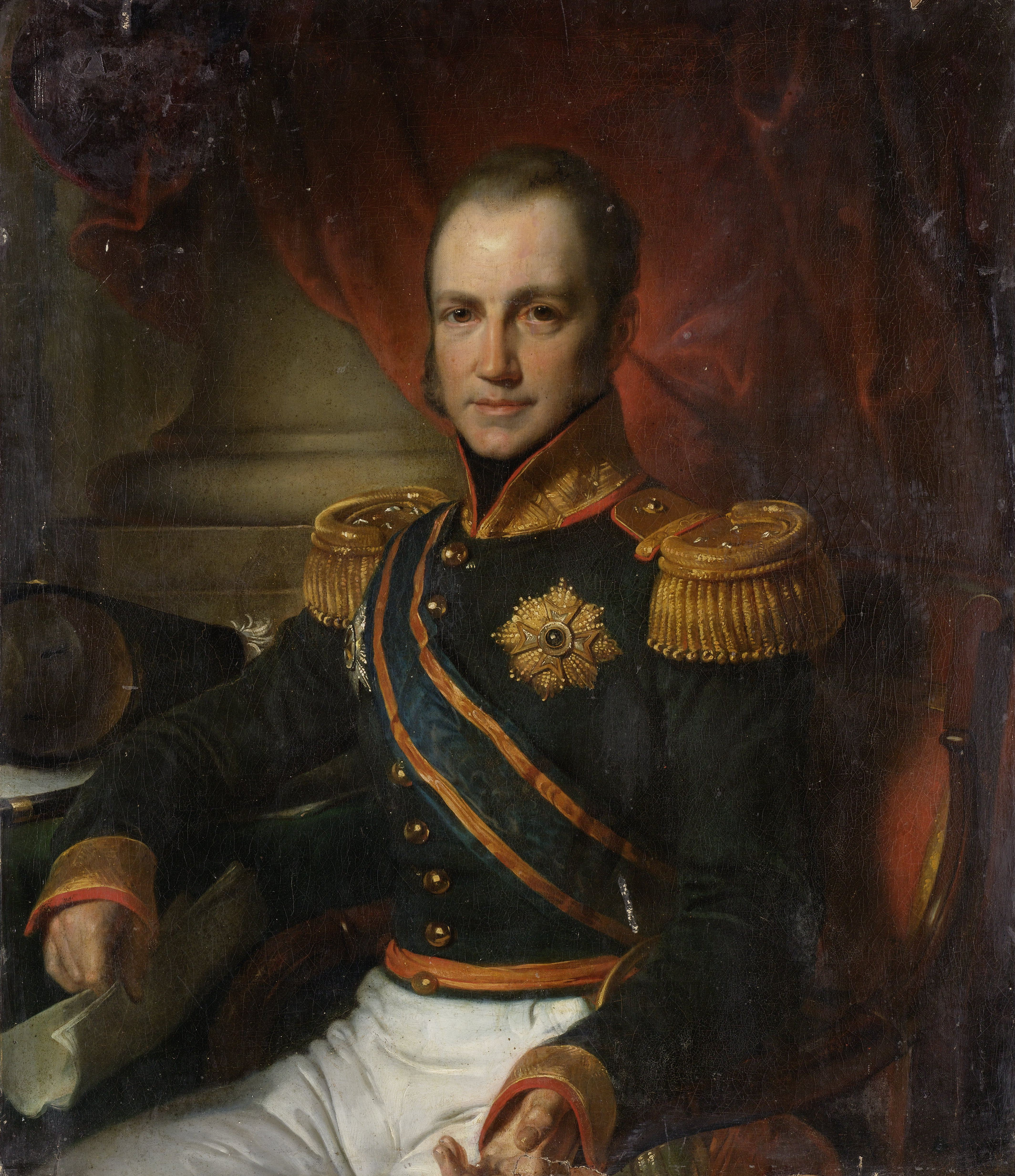
Portrait de Godart van der Capellen (c. 1816–1857)
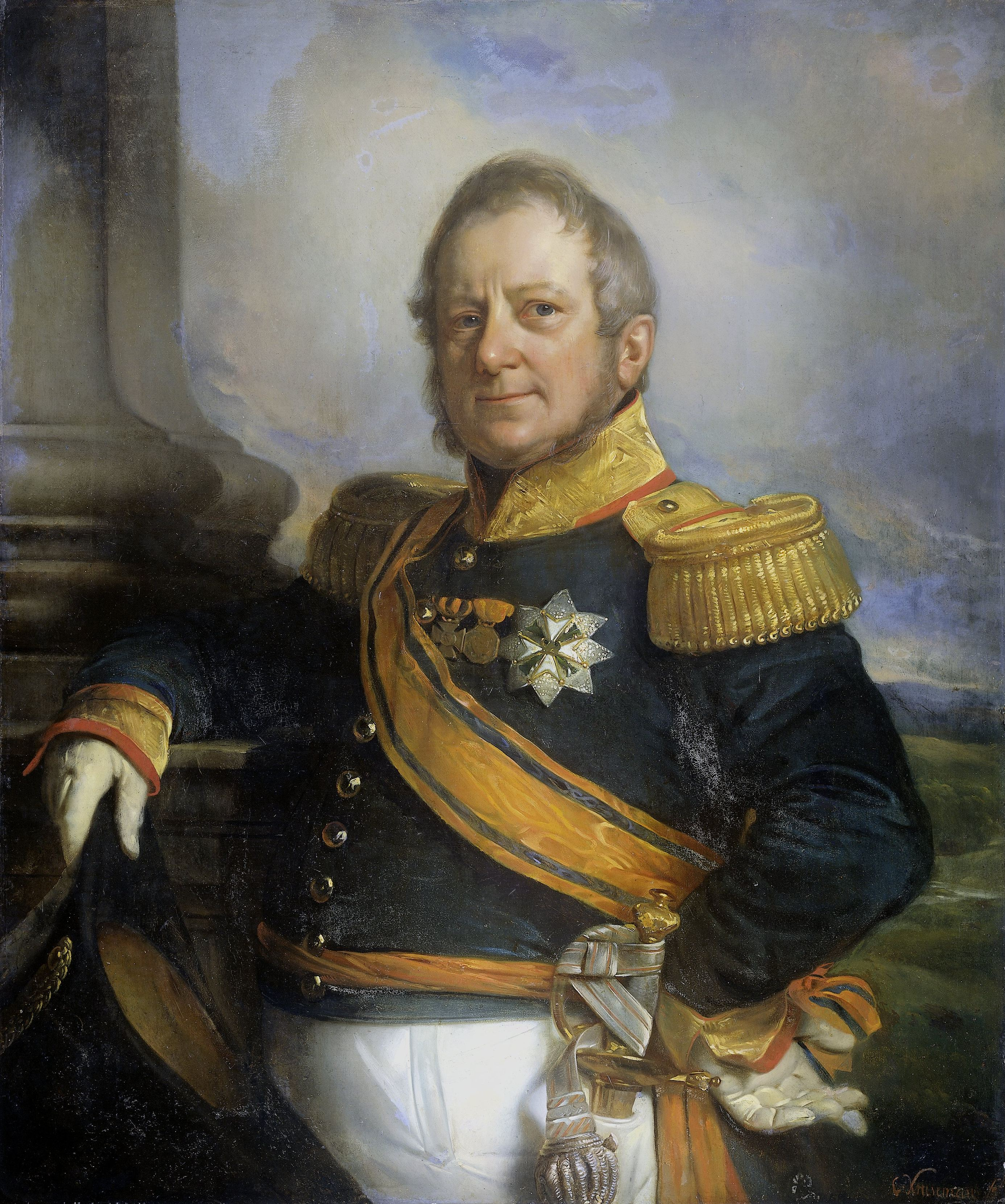
Portrait de Hendrik Merkus de Kock (c. 1826–1857)
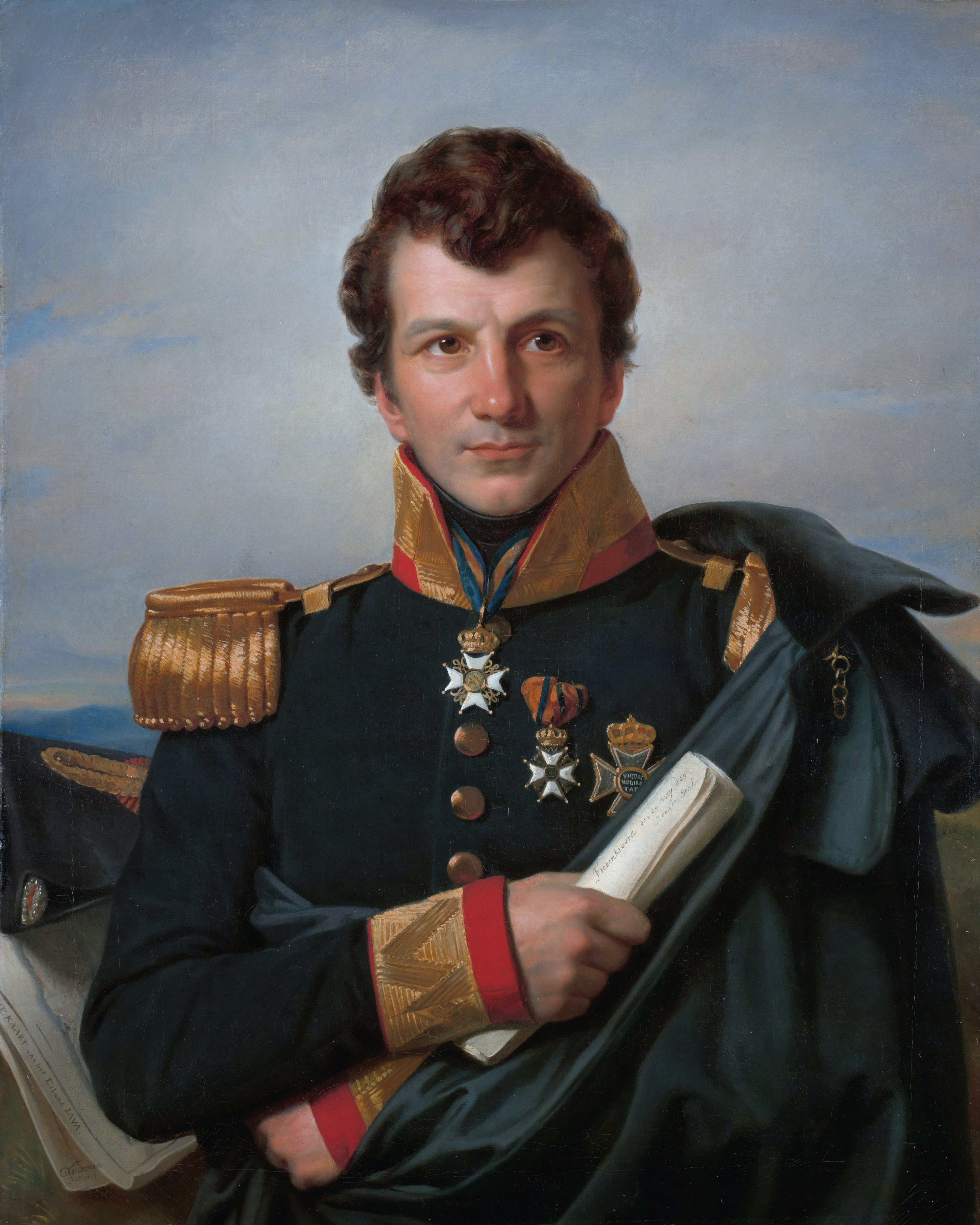
Portrait de Johannes van den Bosch (c. 1829)
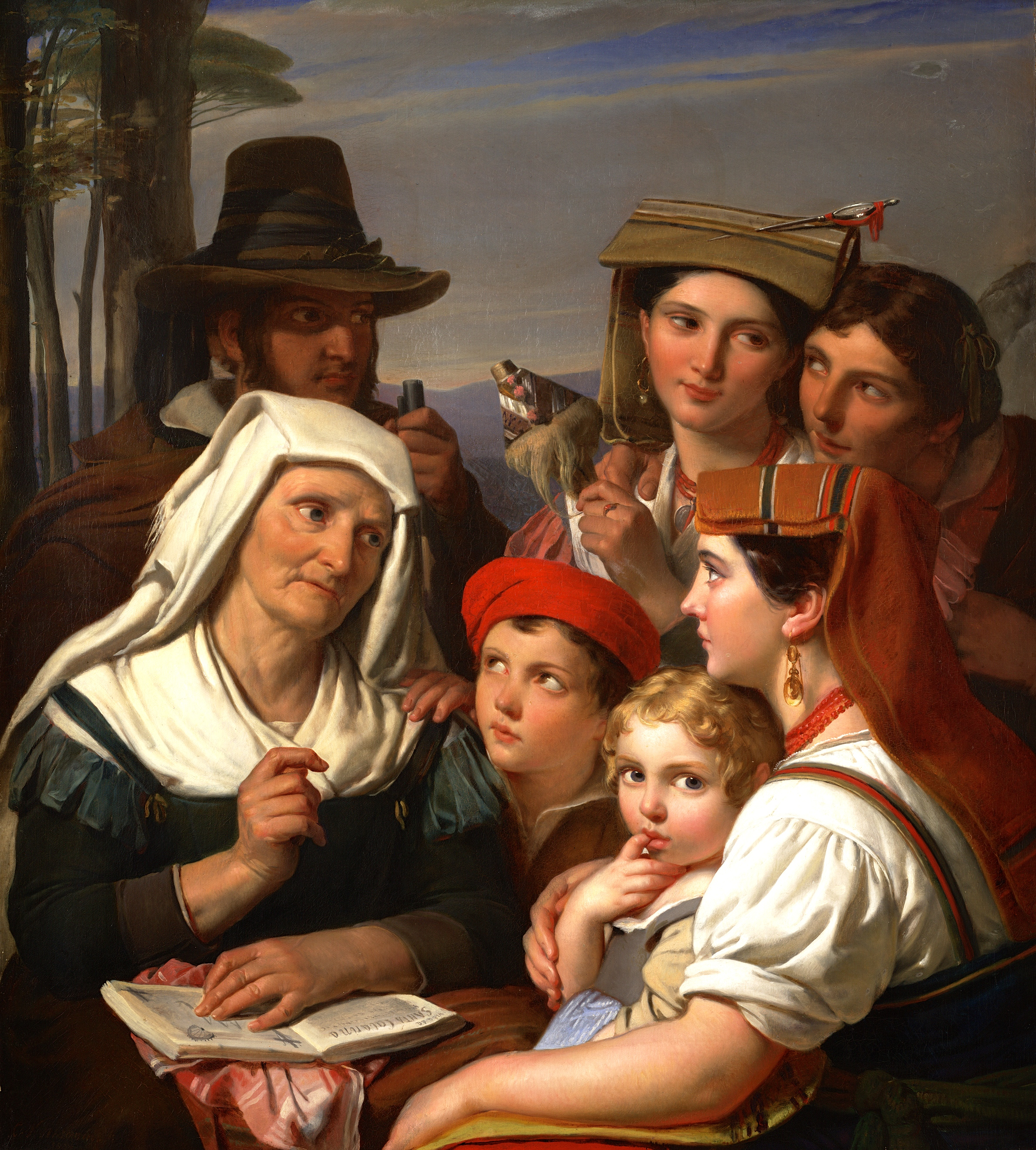
La légende

## Conservation
- Rijksmuseum Amsterdam[4]
- Musée d'art de l'université de Princeton[5]
- Musée Van Loon
- Musée Teyler

## Hommages et récompenses
- Prix de Rome en 1821
- En 1917, une rue d'Amsterdam ; en 1954 une rue d'Eindhoven ; en 1956 une autre à Leeuwarden et en 1981 la Krusemanstraat à Ede portent son nom.
- La fondation Cornelis Kruseman - JMC Ising Stichting est créée en 1996 par Mme J. M. C. Ising (1899-1996), une descendante de Johannes Diederik Kruseman (1794-1861), le frère de Cornelis Kruseman[6].

Il est également :
- Chevalier de l'Ordre du Lion néerlandais (Pays-Bas, 1831)
- Commandeur de l'Ordre de la Couronne de chêne (Luxembourg, 1847)[7]